# Émile Guépratte
Paul Émile Aimable Guépratte (Granville, 30 de agosto de 1856 - Brest, 21 de novembro de 1939) foi um oficial da marinha francesa. Ele encerrou sua carreira com o posto de vice-almirante.

## Biografia

### Origens e juventude
Neto do Contra-Almirante Jéhenne e do matemático Charles Guépratte, filho do Capitão Charles Émile Guépratte e Eugénie Constance Jéhenne, casou-se com Thérèse Marie Virginie Gourdan (16 de janeiro de 1856 - 7 de fevereiro de 1890) em 1883 e tiveram três filhos.
Ele frequentou a Escola Secundária Imperial em Brest em 1868, entrou na Escola Naval em 1º de outubro de 1871 e frequentou a Escola de Defesa Subaquática, tornando-se um torpedeiro certificado em 1884.

### Carreira militar
Em 1875, embarcou na corveta blindada La Reine Blanche, na esquadra de evolução. Em 1876, embarcou no aviso de propulsão a hélice d'Estaing e, em seguida, na corveta de treinamento La Favorite (navio comandado por seu pai). Participou da campanha da Tunísia de 1881 a bordo do encouraçado Marengo; tomando parte no bombardeio de Sfax e na captura de Gabès.
Depois da escola, ele foi designado para o encouraçado Amiral Duperré. Ele assumiu seu primeiro comando em 1889 com o torpedeiro número 23. Ele foi então o segundo em comando no cruzador Forfait em 1891 e foi nomeado comandante do Caronade na divisão naval da Indochina, que participou de operações contra o Sião entre maio e outubro de 1893. De volta a Brest, ele foi vice-diretor de defesas submarinas em 1900, depois foi para o Bósforo para comandar o torpedeiro Vautour entre 1901 e 1902. De volta a Brest, foi nomeado chefe da segunda seção do Estado-Maior no distrito marítimo em maio de 1902. Com o Foudre, ele transportou dois submarinos e quatro pequenos torpedeiros, partindo de Cherbourg para Saigon em 1904. Em 1905, de volta ao Mediterrâneo, participou das manobras da esquadra como comandante do Jeanne d'Arc, embarcou na Marseillaise; tornando-se capitão de pavilhão, ele retornou ao Jeanne d'Arc no final de 1906. Postado em terra, ele comanda o 2º depósito de tripulações em 1908 e em 1909, acompanhou o trabalho de construção do cruzador blindado Edgar Quinet e seu desenvolvimento.
Ele recebeu suas duas estrelas de contra-almirante em 1912 , em 1915 ele comandou a divisão suplementar do exército naval durante a batalha dos Dardanelos. Em 18 de março de 1915, a bordo do encouraçado Suffren, ele foi o primeiro a entrar no estreito durante a tentativa de travessia franco-inglesa à força. Sua coragem não foi recompensada porque seu navio foi seriamente danificado e ele perdeu um de seus quatro navios de guerra nos campos minados. Ele deixou seu comando em maio de 1915 para ser nomeado prefeito marítimo em Bizerta. Presente em Brest no final da guerra, contribuiu, graças ao seu prestígio pessoal, para bloquear as tentativas de motim que abalaram a frota durante a agitação revolucionária de 1919.
Em 1919 fundou a Associação Nacional de Cruzes de Guerra, que presidiu até à sua morte em 1939.
Émile Guépratte era um associado correspondente da Academia de Stanislas. Ele morreu em 21 de novembro de 1939 e repousa no jazigo dos governadores no Hôtel des Invalides.

## Carreira militar
| Nº | Posto                  | Promoção               |
| -- | ---------------------- | ---------------------- |
| 1  | Aluno da Escola Naval  | 2 de outubro de 1871   |
| 2  | Aspirante de 2ª classe | 1º de agosto de 1873   |
| 3  | Aspirante de 1ª classe | 5 de outubro de 1874   |
| 4  | Guarda-Marinha         | 1º de dezembro de 1877 |
| 5  | Tenente de navio       | 15 de janeiro de 1883  |
| 6  | Capitão de Fragata     | 10 de maio de 1897     |
| 7  | Capitão de navio       | 5 de fevereiro de 1904 |
| 8  | Contra-almirante       | 2 de setembro de 1912  |
| 9  | Vice-almirante         | 10 de outubro de 1915  |

## Condecorações
- Grã-cruz da Legião de Honra (12 de dezembro de 1924)
- Cruz de Guerra 1914–1918
- Ordem do Banho (Reino Unido)
- Ordem de Serviços Distintos (Reino Unido)
- Ordem da Águia Branca (Sérvia)
- Cruz de Guerra (Bélgica)
- Ordem de São Jorge (Rússia, 28 de dezembro de 1916)

## Homenagens

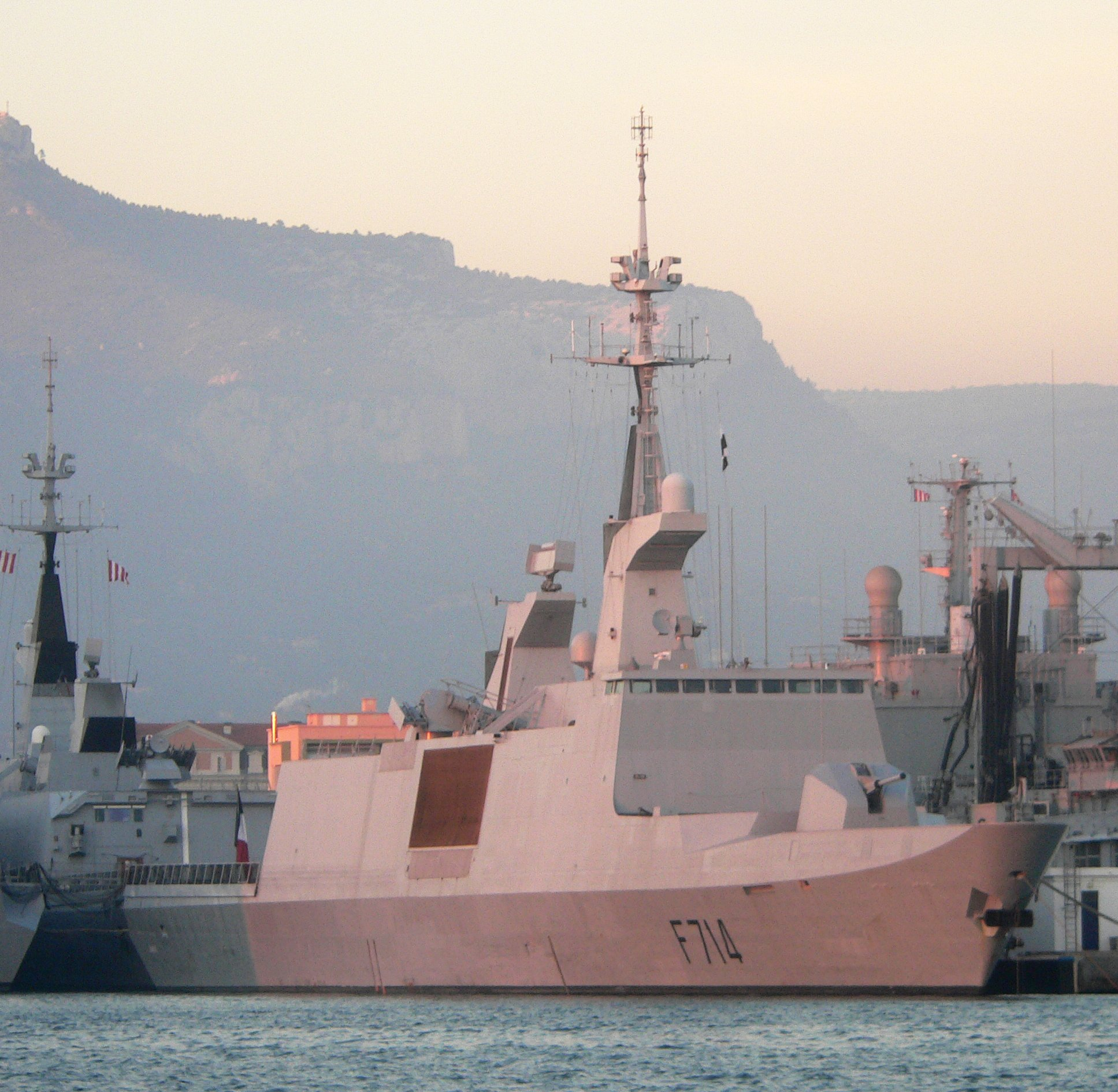
A fragata francesa Guépratte F714.

- A associação dos alunos da classe preparatória da escola secundária naval é chamada Frota Guépratte.
- Dois navios da Marinha Francesa ostentam ou ostentaram o nome de Guépratte:
  - uma escolta de esquadrão D632 (1957-1985);
  - uma fragata leve furtiva F714 (1999-).
- Louis-Henri Nicot esculpiu seu busto.
- Ele é mencionado em Um Macaco no Inverno, de Henri Verneuil, durante um brinde feito por Jean Gabin.
- Vários odônimos em sua homenagem:
  - principalmente na Bretanha, em Audierne, Brest, Camaret-sur-Mer, Carantec, Concarneau, Damgan, Gouesnou, Guilers, Guipavas, Landerneau, Landivisiau, Le Conquet, Lorient, Perros-Guirec, Plogoff, Quimper, Saint-Gildas-de-Rhuys, e Trégunc;
  - em Ancy-Dornot em Mosela, Bignicourt-sur-Marne em Marne, Granville em Manche, La Valette-du-Var em Var, Palaiseau em Essonne, Nancy em Meurthe-et-Moselle, e Metz em Mosela;
  - fora da França, em Kouba, perto de Argel, e Belgrado, na Sérvia.